# In a Perfect World...
In a Perfect World... es el álbum debut de la cantautora americana Keri Hilson. El álbum originalmente iba a ser lanzado a mediados de 2007 pero, debido al corto lapso de tiempo que tenían, decidieron cambiar la fecha de lanzamiento, y finalmente el álbum fue lanzado oficialmente el 24 de marzo de 2009.
El álbum debutó 4 en Billboard 200 vendiendo la cantidad de 94 000 copias la primera semana y en 22 de octubre fue certificado oro en Estados Unidos por vender más de 500 000 copias 
y mundialmente ha vendido 1,5 de copias.

## Colaboraciones
La mayoría de las canciones del álbum serán escritas por Keri Hilson, los productores ejecutivos serán Timbaland y Polow Da Don, los productores adicionales son Danja, Roy Royalty Hamilton y Anthony M., Johnkenum "Sir John" Spivery, Jim Beanz, el cantante Tank, la obra y la producción colectiva corre a cargo de The Clutch. Con artistas invitados como Akon, R. Kelly, Lil Wayne y Timbaland

## Singles confirmados
| N.º | Título                                         | Escritor(es)                                                                                   | Productor(es)                                                     | Duración |  |
| 1.  | «Intro»                                        | Keri Hilson                                                                                    | Timbaland, Danja                                                  | 1:30     |  |
| 2.  | «Turnin' Me On (ft. Lil Wayne)»                | Jamal Jones, Dwayne Michael Carter, Zak Wallace, Ryan Xzavier                                  | Polow da Don; No I.D. (coproductor); Danja (producción adicional) | 4:08     |  |
| 3.  | «Get Your Money Up (ft. Keyshia Cole & Trina)» | Jamal Jones, Eddie Hayes, Keyshia Cole, Katrina Taylor                                         | Polow da Don; Danja                                               | 3:17     |  |
| 4.  | «Return The Favor (ft. Timbaland)»             | The Clutch, Timothy Mosley, Walter E-Knock Millsap III                                         | Timbaland; Walter E-Knock Millsap III (adicional)                 | 5:29     |  |
| 5.  | «Knock You Down (ft. Kanye West & Ne-Yo)»      | Nathaniel Hills, Marcella Araica, Kevin "KC" Cossom, Shaffer Smith, Kanye West                 | Danja                                                             | 5:26     |  |
| 6.  | «Slow Dance»                                   | King Soloman Logan, Johnkenum Deon Spivery, Leslie Jerome Harmon, Justin Timberlake, Jim Beanz | King Logan, Johnkenum Sir John Spivery (coproducción)             | 4:24     |  |
| 7.  | «Make Love»                                    | Jamal Jones, Jason Perry, Esther Dean ^                                                        | Polow da Don; Jason Perry (coproducción)                          | 5:24     |  |
| 8.  | «Intuition»                                    | Timothy Mosley                                                                                 | Timbaland; Danja (adicional)                                      | 4:12     |  |
| 9.  | «How Does It Feel»                             | Timothy Mosley, Jim Beanz                                                                      | Timbaland; Danja                                                  | 3:58     |  |
| 10. | «Alienated»                                    | Cory Bold, Timothy Attitude Clayton                                                            | Cory Bold, Danja (adicional)                                      | 4:32     |  |
| 11. | «Tell Him the Truth»                           | Nathaniel Hills, Marcella Araica                                                               | Danja                                                             | 4:48     |  |
| 12. | «Change Me (ft. Akon)»                         | Jamal Jones, Aliaune Thiam Esther Dean, Jason Perry, M. Goss ^                                 | Polow da Don                                                      | 4:54     |  |
| 13. | «Energy»                                       | Louis Biancaniello, Richard Butler, Jr., Sam Watters, Wayne Wilkins ^                          | The Runaways                                                      | 3:29     |  |
| 14. | «Where Did He Go»                              | Timothy Mosley, Nathaniel Hills                                                                | Timbaland; Danja                                                  | 4:58     |  |